# Bump 'n' Jump
Bump 'n' Jump, uscito anche come Burnin' Rubber, è un videogioco arcade di guida automobilistica presentato nel 1982 dalla Data East Corporation per il DECO Cassette System. 
Il videogioco fu prodotto lo stesso anno anche dalla Bally Midway come Bump 'n' Jump e da Nihon Bussan/AV Japan come Burnin' Rubber.

## Trama
In Bump 'n' Jump, la ragazza del protagonista è stata rapita dalla Black Army Corps. Bisognerà correre una gara automobilistica per salvarla. 

## Modalità di gioco
L'obiettivo è quello di guidare la propria auto dall'inizio del livello fino alla fine evitando i veicoli nemici. Il videogioco è a scorrimento verticale e la velocità di gioco è molto elevata, bisogna arrivare alla fine del tracciato senza limite di tempo o posizione. I tracciati possibili dichiarati nella versione arcade sono 32, con quattro diversi temi stagionali che si ripetono nello stesso ordine.
Durante la gara sono presenti altre macchine di vario tipo e potranno, urtandola, buttare fuori strada la macchina del giocatore il quale, a sua volta, può spingerle fuori strada. Di tanto in tanto si incontreranno vari corsi d'acqua o asperità sul tracciato, superabili effettuando un salto; manovra consentita se si raggiungono le 100 miglia orarie (160 km/(h circa), con la scritta Jump OK! che confermerà la possibilità di saltare. Inoltre un segnale di pericolo avvertirà la necessità di un salto obbligatorio a breve distanza.
Si guadagna punteggio in proporzione alla strada percorsa e distruggendo le auto avversarie, spingendole fuori strada o saltandoci sopra. Tuttavia si ottiene un bonus di 50.000 punti se per tutto un livello non si distrugge nessuna macchina avversaria.

## Versioni
Ne furono presentate versioni per l'Atari 2600, l'Intellivision nel 1983.
Nel 1984 uscirono le versioni per il ColecoVision e il Commodore 64, quest'ultima con il titolo Burnin' Rubber. Infine nel 1988 uscì la versione per il Nintendo Entertainment System. La versione per il NES pubblicata in Giappone si chiamava Buggy Popper.
Ne fu annunciata, ma mai pubblicata, una versione per il Mattel Aquarius.
Per Commodore 64 uscì anche un altro gioco molto simile, Bumping Buggies, edito da Bubble Bus nel 1984. Praticamente era una conversione non autorizzata di Bump 'n' Jump, tuttavia venne apprezzato dalla critica senza che venisse fatto cenno alla somiglianza.
Nel 2010 il gioco è stato inserito nella raccolta Data East Arcade Classics, disponibile per console Wii.